# Linia kolejowa Divača – Koper
Linia kolejowa Divača – Koper – jedna z linii kolejowych, które tworzą sieć kolejową w Słowenii.
Początkowa stacja kolejową jest Divača, natomiast ostatnią Koper.